# Q'orianka Kilcher
Q'orianka Waira Qoiana Kilcher (n.11 februarie 1990) este o actriță, cântăreață și activistă americană. Ea este cunoscută pentru rolul Pocahontas în filmul The New World din 2005, regizat de Terrence Malick. Alt rol al său este Kaʻiulani în Princess Kaiulani.

## Biografie
Kilcher s-a născut în Schweigmatt, Germania.

## Filmografie
| An   | Film                               | Rol                 | Director                     | Observații                                  |
| ---- | ---------------------------------- | ------------------- | ---------------------------- | ------------------------------------------- |
| 2000 | How the Grinch Stole Christmas     | Little Choir Member | Ron Howard                   |                                             |
| 2002 | Madison Heights (TV)               | Maria Betancourt    | Sharon Miller, Keith Shelton | Episode: "Small World"                      |
| 2005 | The New World                      | Pocahontas          | Terrence Malick              |                                             |
| 2009 | The People Speak                   | Herself             | Tony Sacco                   | Documentar                                  |
| 2009 | Princess Kaiulani                  | Princess Ka'iulani  | Marc Forby                   |                                             |
| 2010 | A Yellow Raft in Blue Water        | Christine Taylor    | Sarah Knight                 | Pre-production, also producer               |
| 2010 | The Power of Few                   | TBA                 | Leone Marucci                | In production, also producer                |
| 2010 | Untitled Q'orianka Kilcher Project | Herself             | N/A                          | Post-production, also producer, Documentary |
| 2010 | Sons Of Anarchy (Television)       | Kerrianne Larkin    | --                           | -- FX                                       |

## Premii și nominalizări
| An   | Premiu                             | Categorie                                                                    | Film          | Rezultat     |
| ---- | ---------------------------------- | ---------------------------------------------------------------------------- | ------------- | ------------ |
| 2005 | NBR Award                          | Best Breakthrough Performance by an Actress                                  | The New World | A câstigat   |
| 2005 | WAFCA Award                        | Best Breakthrough Performance                                                | The New World | nominalizare |
| 2006 | ALMA Award                         | Outstanding Actress in a Motion Picture                                      | The New World | A câstigat   |
| 2006 | Broadcast Film Critics Association | Best Young Actress                                                           | The New World | nominalizare |
| 2006 | Critics Choice Award               | Best Young Actress                                                           | The New World | nominalizare |
| 2006 | CFCA Award                         | Most Promising Performer                                                     | The New World | nominalizare |
| 2006 | Online Film Critics Society Awards | Best Breakthrough Performance                                                | The New World | A câstigat   |
| 2006 | Young Artist Award                 | Best Performance in a Feature Film (Comedy or Drama) - Leading Young Actress | The New World | nominalizare |